# Baszta Rycerska w Bystrzycy Kłodzkiej
Baszta Rycerska w Bystrzycy Kłodzkiej – wzniesiona w 1580 r. warowna wieża, pierwotnie będąca elementem średniowiecznych murów obronnych miasta, od roku 1843 dzwonnica kościoła ewangelickiego.

## Historia
Baszta została wzniesiona w 1580 r. jako element obwarowań miejskich. W roku 1608 została nakryta ostrosłupowym hełmem z cegieł. W 1843 r. wieża została przerobiona na dzwonnicę wzniesionego obok niej kościoła ewangelickiego.

Decyzją wojewódzkiego konserwatora zabytków z dnia 24 marca 2009 r. obiekt został wpisany do rejestru zabytków.

## Architektura
Podstawa baszty ma wymiary 4,5 na 4,5 m. Początkowo budowla miała dach drewniany, później zamieniono go na ceglany, w formie ostrosłupa. Od strony ul. Rycerskiej jest ostrołukowy portal, przy którym zachowały się resztki kamiennych wsporników, służących jako podpora dla ganku, a powyżej dla balkonu. We wszystkich ścianach na różnych wysokościach widnieją wąskie pionowe otwory strzelnicze. W czasie przebudowy baszty na dzwonnicę, w górnej części wypruto na wszystkich ścianach podwójne ostrołukowe okna, z ceglanym obramowaniem. Wtedy dorobiono też gzyms wieńczący budowlę, a na szczyt hełmu nasadzono krzyż i gałkę. We wnętrzu zachował się oryginalny dzwon, pochodzący z początku XIX w.

## Ciekawostki
W przeszłości baszta była nazywana Kruczą, Czarną lub Rzeźniczą, ostatnia nazwa prawdopodobnie pochodzi od cechu rzeźników, opiekującego się niegdyś tą częścią murów miejskich.

## Galeria

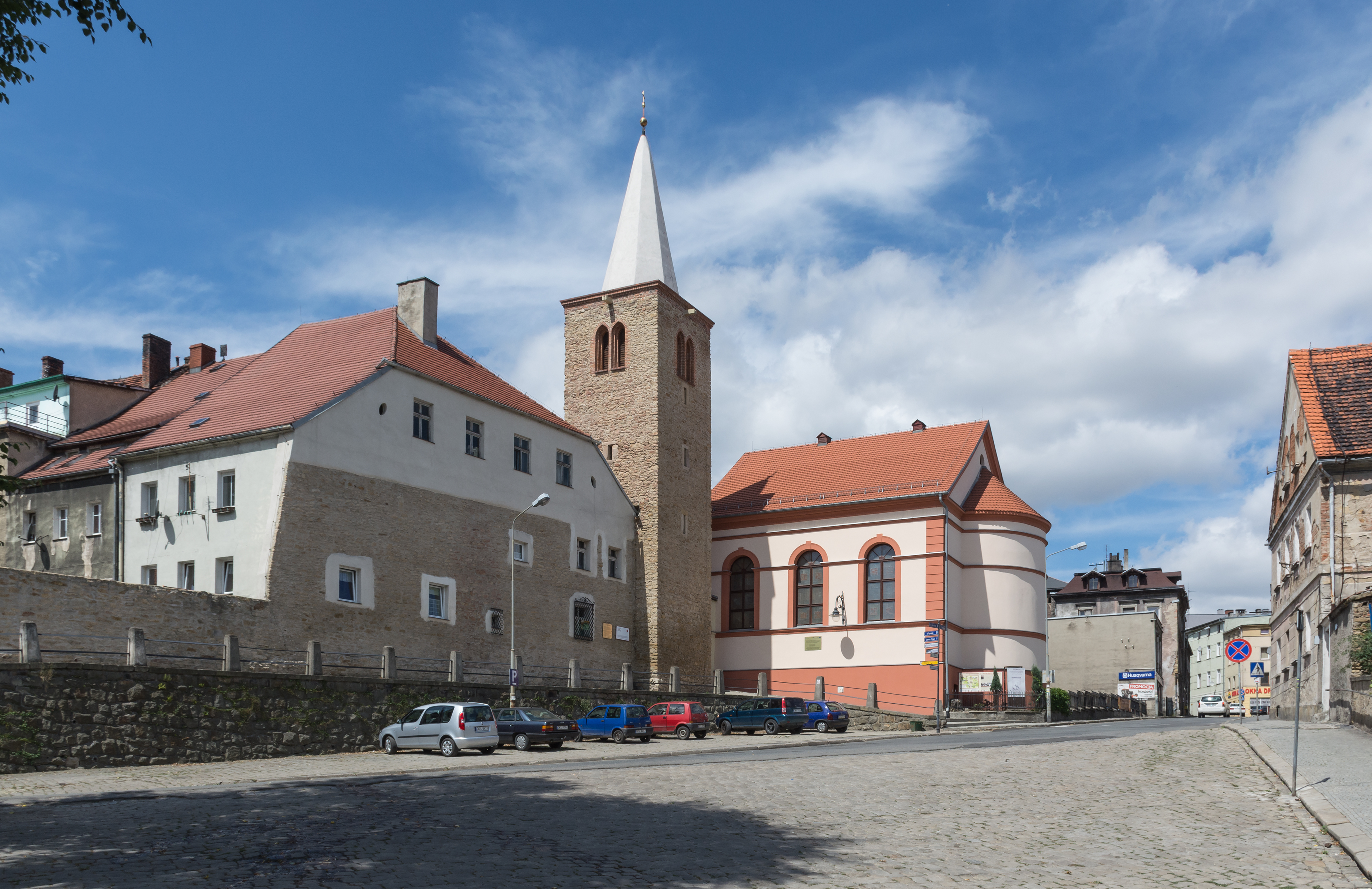
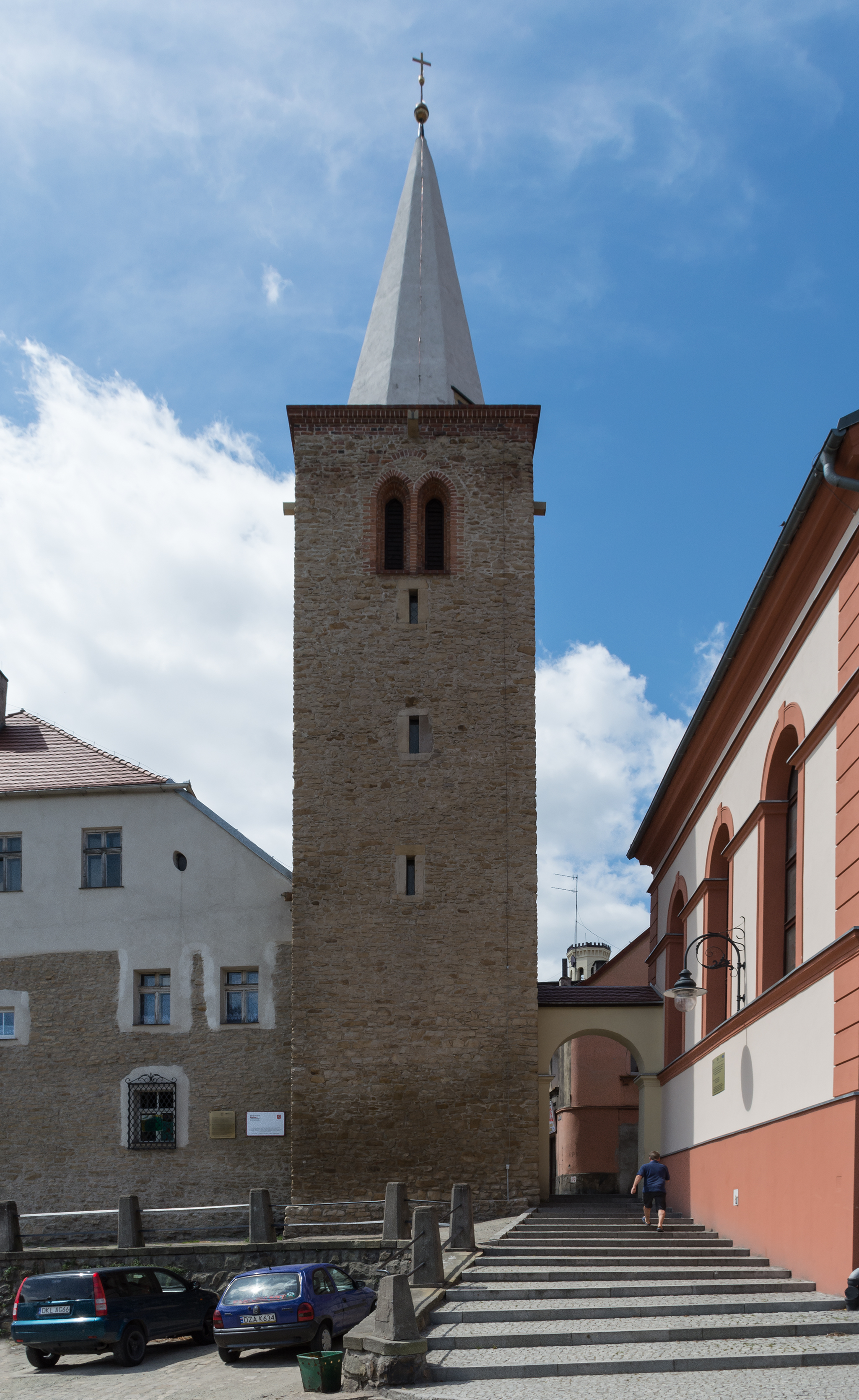
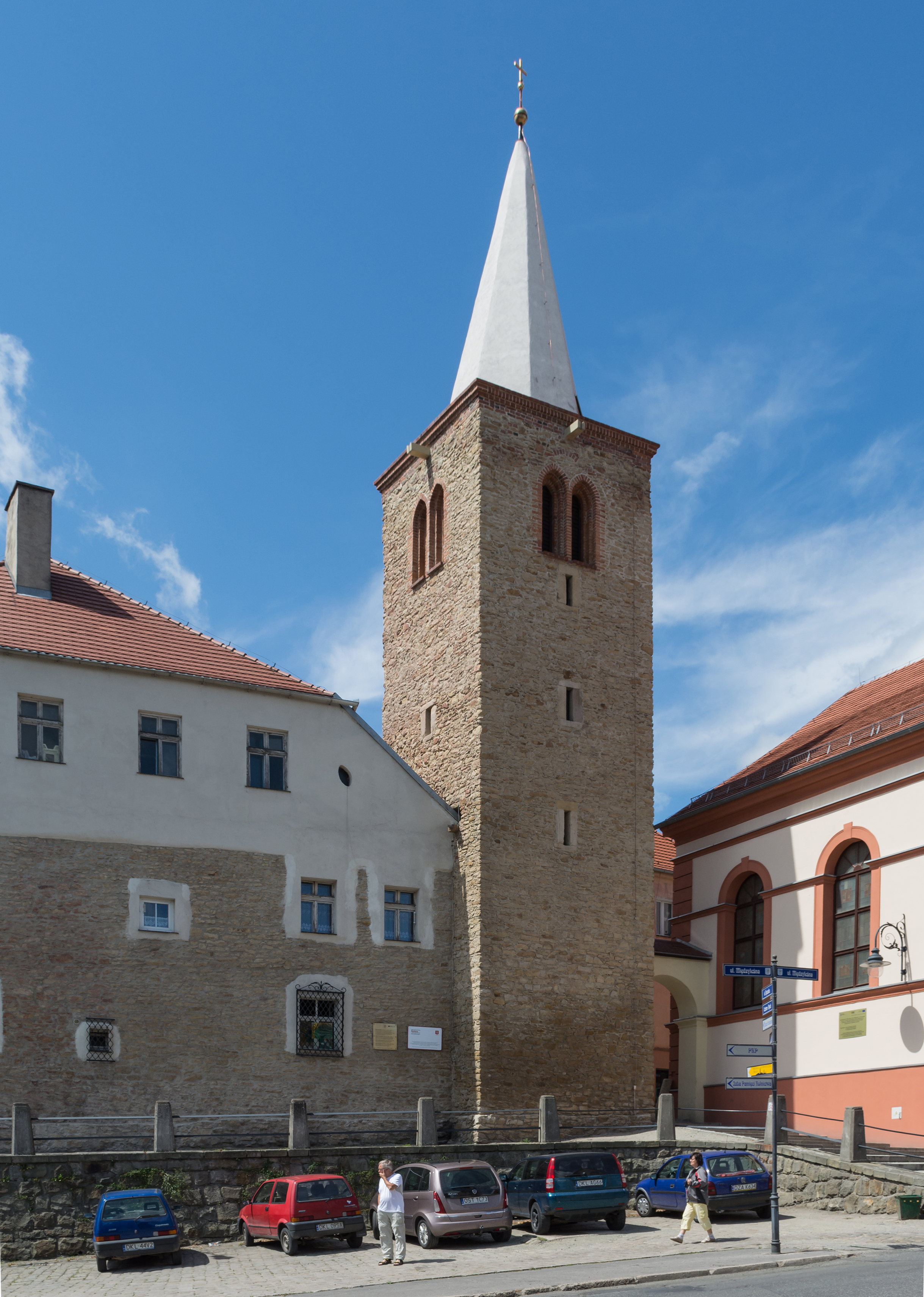
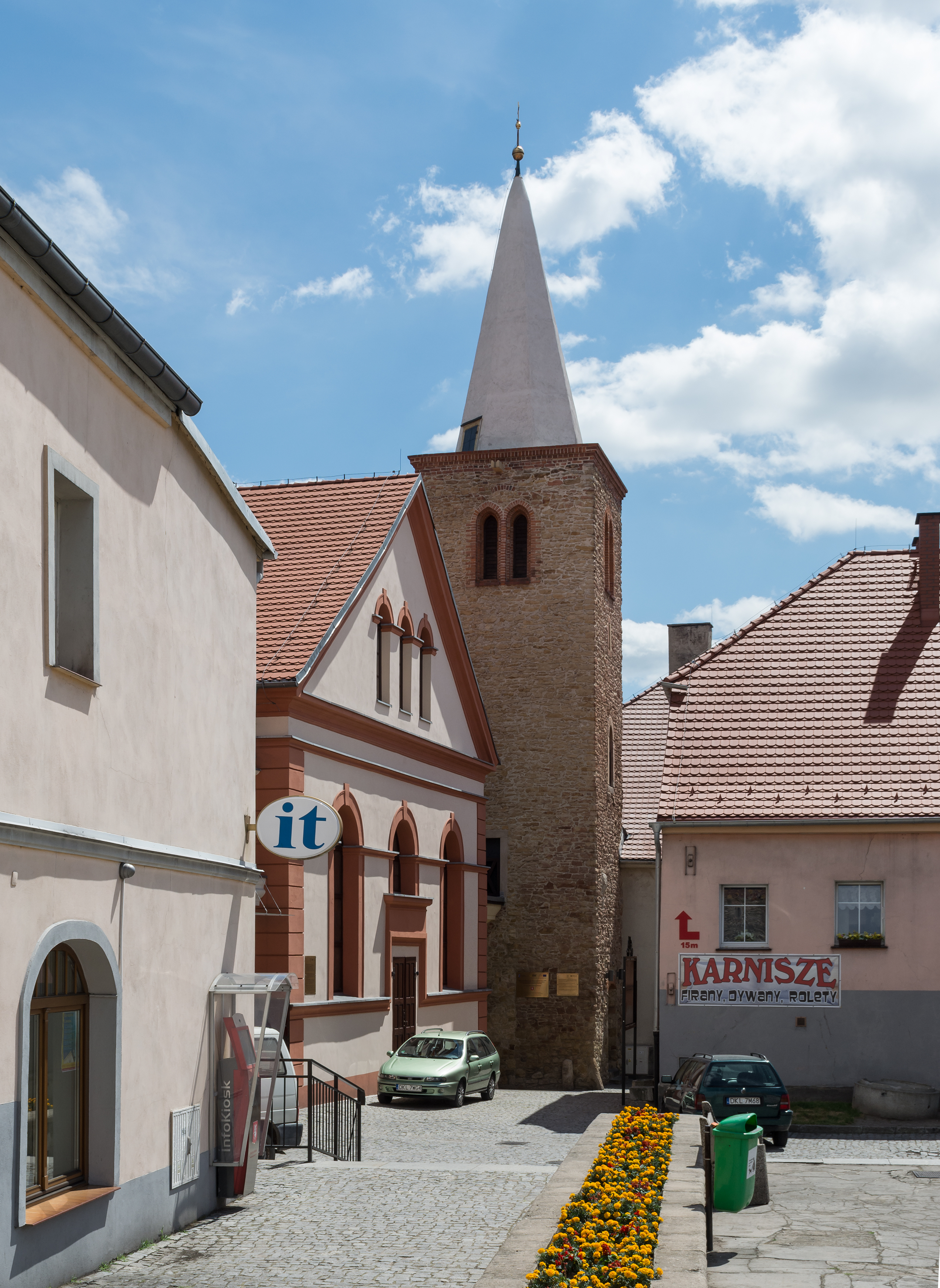
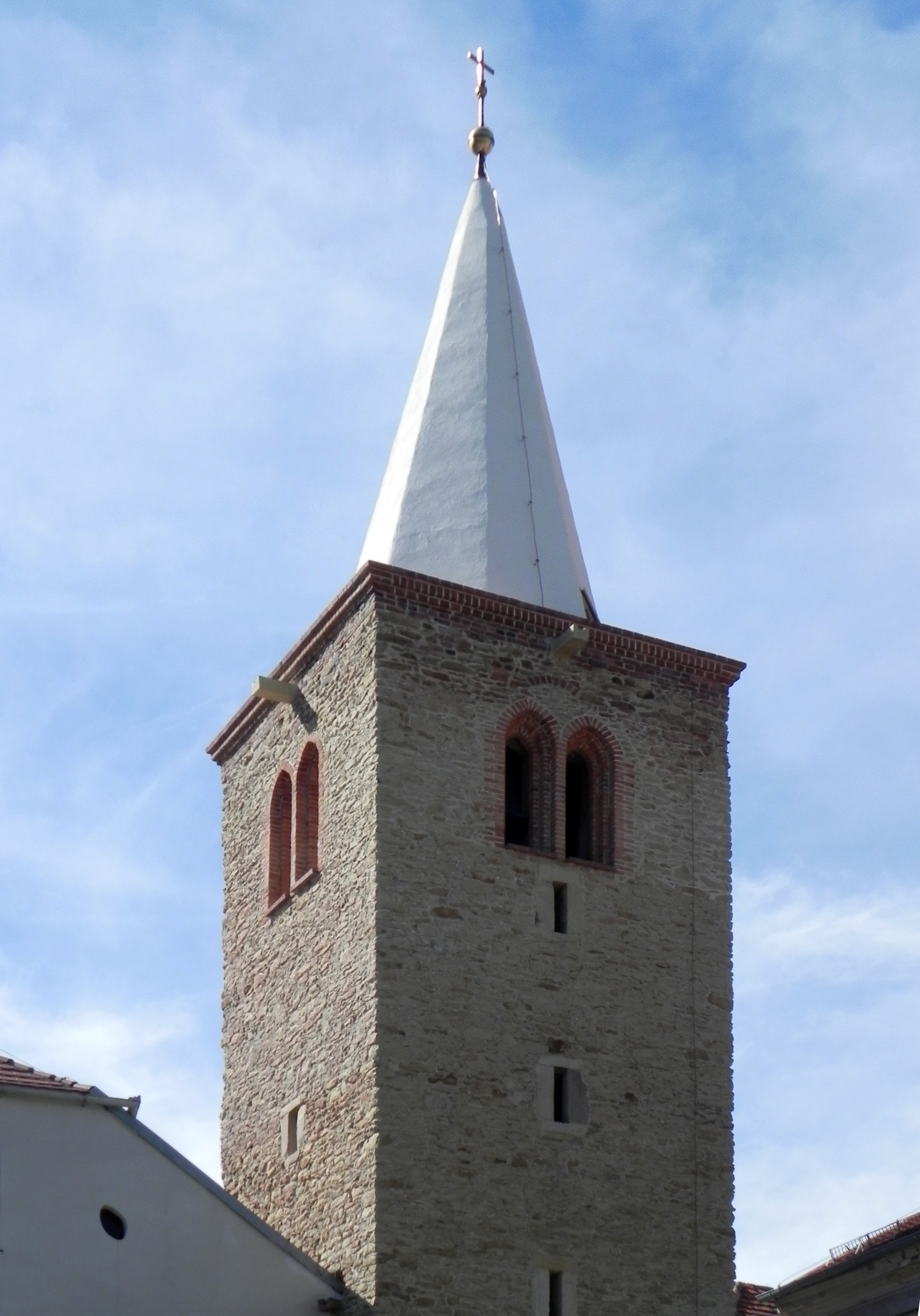
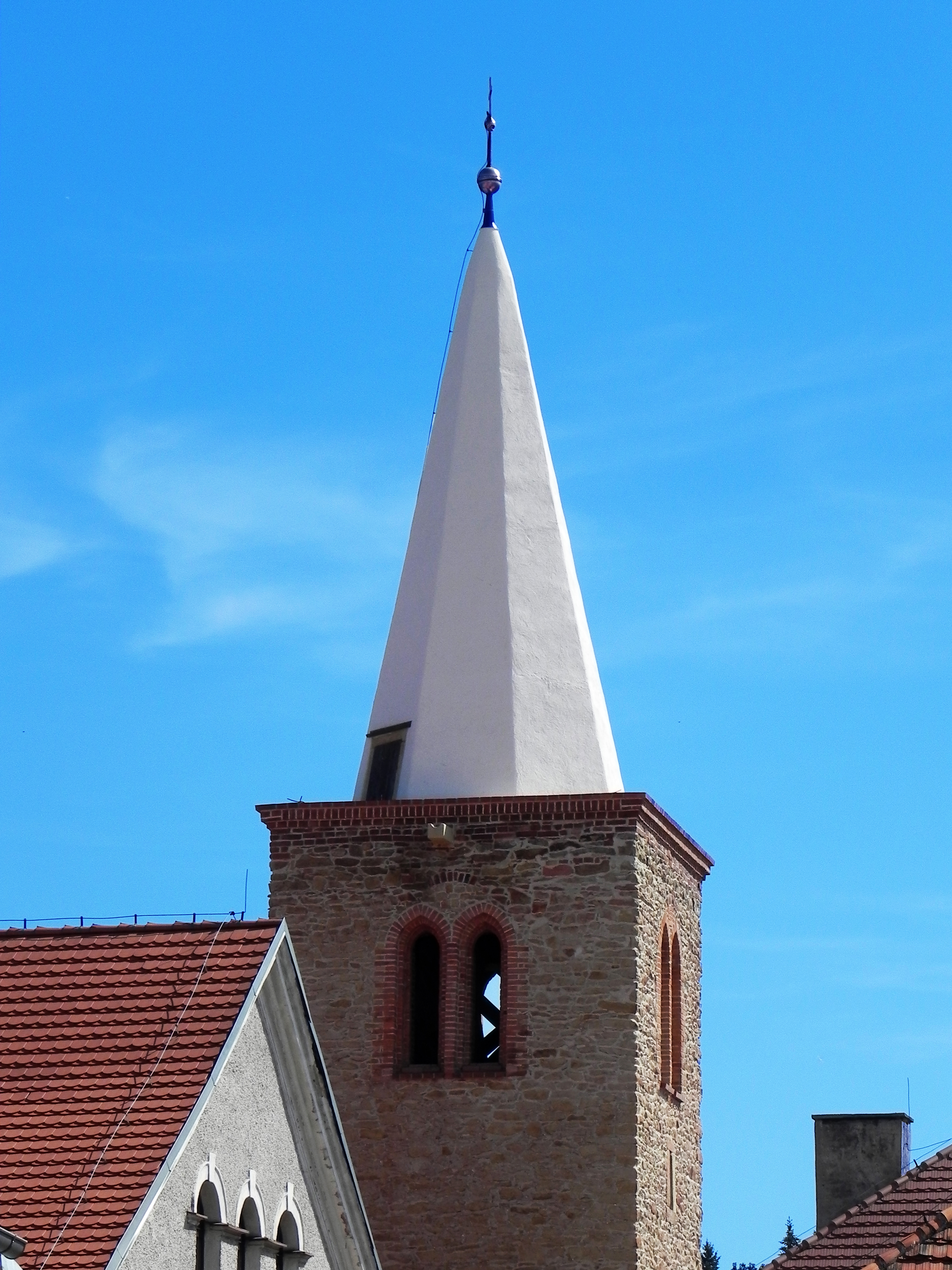
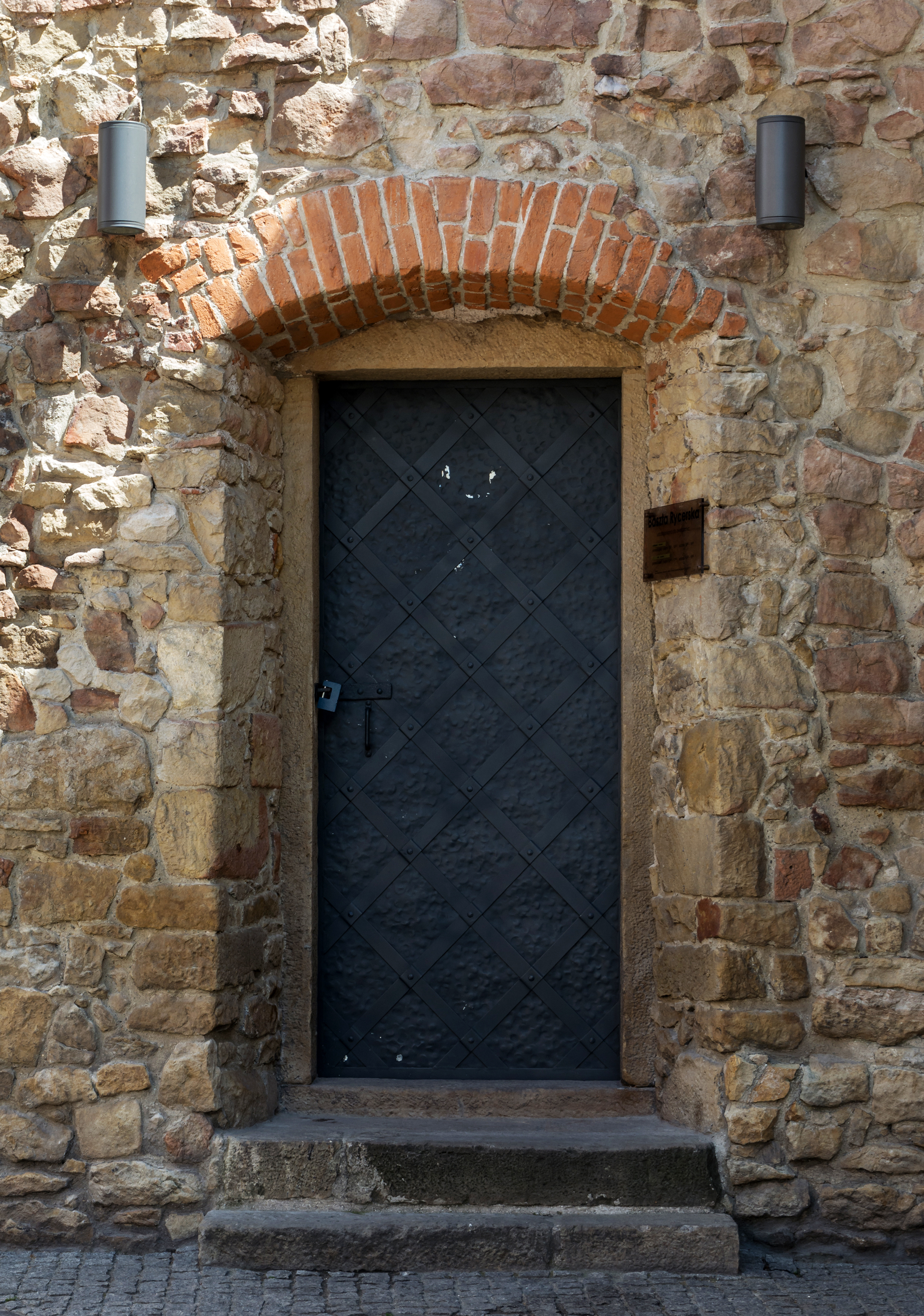